# Караджово
Вижте пояснителната страница за други значения на Караджово.
Караджово е село в Южна България. То се намира в община Садово, област Пловдив.

## География
Село Караджово се намира на 15 км източно от Пловдив и на 11 км северно от Асеновград както и на 6 км от град Садово. Близки населени места около село Караджово са селата Моминско, Кочево и Катуница.

## История
За първи път името на селото, под формата „Село Караджа кьой“ от нахията Филибе(Пловдив)се споминава в подробния регистър на акънджиите от 1472 г.(НБКМ-Сф, ОО – ОАК 94/73, л.52а). Под формата „Караджа Ибрахим“ от нахията Филибе(Пловдив), селото се споменава в подробния тимарски регистър на Румелия от 1516 г., в който е пряко указано, че населението му е било изцяло съставено от мюсюлмани-юруци (Istanbul – BOA, TD 77, s.715).
Пак под името „Караджа Ибрахим“ от казата Филибе(Пловдив), Караджово е описано и в грамадния съкратен(иджмал) целокупен регистър на цялата Османска империя от 1530 г. (Istanbul – BOA, TD 370, s.92).
Под името Кара Иса, селото се споменава в джелепкешанския регистър на овцевъдите от 1576 г. /извори за българската история, том 16, Сф, БАН, 1972 г., стр.47/. Под името му е посочен един овцевъд – Яхя, син на Ахмед, обложен с 40 овце данък ресм-и- джелепкешан. Първоначално, при възникването си през 16 век /възниква вероятно през това столетие/ е било юрушко селище с напълно мюсюлманско население. От 17 век нататък започва да се побългарява. В турските документи от 18-19 век се споменава и под името Караджисе. Караджово е село с интересна история. В исторически данни се споменава за турски караджа, който се е настанил в селото и е дал днешното му име. Според недотам достоверни факти в селото са се криели известни революционери, които са съставяли планове за действия против поробителя. Голяма част от населението е участвало във Втората световна война и голяма част от тези бойци са намерили своята смърт на фронта.

## Културни и природни забележителности
Основно училище, библиотека, действаща църква. Училището в селото е след основен ремонт и днес то е отворено за бъдещото поколение. То е едно от най-привлекателните в цялата община. Целодневна детска градина.

## Редовни събития
Празникът на селото е последната събота на месец април.

## Личности
- Атанас Маринов, учител, общественик, народен представител от Народнолибералната партия (род. 1850)
- Ангел Димов, народен представител в XXXVI и XXXVII обикновено народно събрание, почетен гражданин на община Садово
- Боти Видолов, полковник от ВА „Г. С. Раковски“
- Георги Димов, полковник от ВА „Г. С. Раковски“
- Георги Караджов (1875 - ?), деец на ВМОРО, участник в Илинденско-Преображенското въстание в 1903 година с четата на Иван Варналиев[2]
- Георги Стойков, кларинетист, Караджовска народна група
- Димитър Димов, полковник от БНА
- Димитър Трачев, ст.н. с. I ст. по овощарство
- Иван Хубенов (1894-?), български офицер, генерал-майор
- Любен Христозов (Джaфера) – общественик
- Михаил Ралев, генерал от БНА

## Други
Към читалището има създадена танцова формация „Тракийче“.